# Don Bucefalo
Don Bucefalo è un'opera in tre atti di Antonio Cagnoni, su libretto di Calisto Bassi. La prima rappresentazione ebbe luogo al Conservatorio di Milano il 28 giugno 1847.
L'opera, che mette in burla il mondo teatrale dell'epoca, fu scritta da Cagnoni, quando era ancora studente. È ricca di «inventiva melodica», divertenti situazioni e «freschezza d'ispirazione», ed ebbe subito un notevole successo; Fétis ne segnalò la verve comica e l'effetto nei pezzi d'assieme. Negli anni successivi alla première fu rappresentata in altri teatri milanesi (al Re nello stesso 1847, alla Scala nel 1848, al Carcano nel 1849), italiani (tra cui il Teatro San Carlo di Napoli nel 1853 e il Teatro Regio di Parma nel 1860), europei (Teatro São Carlos di Lisbona nel 1850) e anche sudamericani (Teatro Solís di Montevideo nel 1873). Tra i più importanti interpreti di Don Bucefalo vi fu il celebre buffo Alessandro Bottero, che nel 1865 cantò l'opera anche al Théâtre italien di Parigi, sia pure con tiepido successo.

## Trama
La vicenda si svolge a Frascati.
Il maestro di musica Don Bucefalo ascolta casualmente alcune ragazze cantare e le convince a prendere lezioni di musica. Tra di loro vi sono Agata, Giannetta e Rosa. Rosa è sposata con Carlino, ma quest'ultimo, partito militare tempo prima, è creduto morto. Rosa ha simpatia per il conte di Belprato ed è corteggiata dall'anziano Marco. Carlino però non è morto e torna inaspettatamente in città, non riconosciuto. Osservando la vita spensierata di Rosa pensa che la moglie si sia finta vedova per spassarsela alle sue spalle. Poco dopo viene organizzata la prova generale di un'opera scritta da Don Bucefalo, in cui Rosa, invidiata da Agata e Giannetta, dovrebbe essere la primadonna. Durante la prova piomba Carlino furioso, che si fa riconoscere e accusa Rosa di essergli infedele. Rosa però ribadisce di essere ancora innamorata di lui, Carlino non fa fatica a crederle e l'opera termina nella generale allegria.

## Struttura musicale
- Sinfonia

### Parte prima
- N. 1 - Introduzione Or che uscì col sole il giorno (Coro, Bucefalo, Agata, Giannetta)
- N. 2 - Cavatina di Rosa Colui che mi dice
- N. 3 - Cavatina del Conte Io l'adoro, e nel suo sguardo
- N. 4 - Quartetto Io dirò, se nel gestire (Agata, Rosa, Conte, Bucefalo)
- N. 5 - Finale I Fra gli scogli e la procella (Rosa, Bucefalo, Marco, Giannetta, Agata, Carlino, Conte)

### Parte seconda
- N. 6 - Coro Qui congregati
- N. 7 - Aria di Bucefalo Mettiamoci andantino
- N. 8 - Finale II Chi mi ha tolto, poveretta (Rosa, Bucefalo, Marco, Carlino, Agata, Giannetta, Conte, Coro)

### Parte terza
- N. 9 - Cavatina di Agata Amor, se a' miei lamenti
- N. 10 - Aria di Bucefalo Trai, trai, trai, larà, larà (Bucefalo, Rosa, Marco, Conte)
- N. 11 - Finale III O colli nativi! paterne magioni! - Disgraziati alfin v'ho colto (Coro, Bucefalo, Marco, Conte, Rosa, Giannetta, Agata, Carlino)

## Discografia
- 2008 - Filippo Morace (Don Bucefalo), Angelica Girardi (Rosa), Francesco Marsiglia (Il Conte di Belprato), Mizuki Date (Agata), Francesca De Giorgi (Giannetta), Massimiliano Silvestri (Carlino), Graziano De Pace (Don Marco) - Direttore: Massimiliano Caldi - Orchestra: Internazionale d´Italia. Slovak Chamber Choir - Registrazione dal vivo al Festival della Valle d'Itria - Dynamic (CDS 634/1-2);[7][8]